# Dasineura aparinicola
Dasineura aparinicola är en tvåvingeart som beskrevs av Fedotova 1997. Dasineura aparinicola ingår i släktet Dasineura och familjen gallmyggor. Inga underarter finns listade i Catalogue of Life.